# Saint-Abraham
Saint-Abraham é uma comuna francesa na região administrativa da Bretanha, no departamento Morbihan. Estende-se por uma área de 6,67 km². Em 2010 a comuna tinha 545 habitantes (densidade: 81,7 hab./km²).